# Zebastian Modin
Zebastian Tintin Modin (* 20. Juni 1994 in Östersund Schweden) ist ein schwedischer Para-Ski-nordisch-Sportler, der in den Disziplinen Para-Langlauf und Para-Biathlon in der Startklasse B1 (blind) antritt.

## Leben
Modin ist auf der Insel Frösön außerhalb von Östersund geboren und aufgewachsen. Erst im Alter von 13 Jahren begann er mit dem Skifahren. Als sich sein Sehvermögen verschlechterte, musste er sich zwischen Skifahren und Schwimmen entscheiden – er besuchte das Skigymnasium in Östersund und studierte auch in Östersund. Seit er 2020 das Studium beendet hat, betreibt er den Skisport in Vollzeit.

## Karriere
Bei seiner ersten Paralympics-Teilnahme 2010 in Vancouver gewann er die Bronze-Medaille im 1 km Sprint. Bei den Winter-Paralympics 2014 in Sotschi holte ebenfalls im Sprint und in der 4 × 2,5-km-Mixed-Staffel Silber und eine Bronzemedaille über 20 Kilometer. Sein Begleitläufer (Guide) bei den Paralympischen Spielen 2010 und 2014 war Albin Ackerot. Bei den Winter-Paralympics 2018 in Pyeongchang, Südkorea gewann er Silber im 1,5-km-Sprint. Seine Begleitläufer waren Johannes Andersson und Robin Bryntesson. Bei den Winter-Paralympics 2022 in Peking, China, gewann er zwei Silbermedaillen und zwei Bronzemedaillen.
Bei den Nordischen Skiweltmeisterschaften der Behinderten nahm er 2013 in Sollefteå, Schweden, 2015 in Cable (Wisconsin), USA, 2017 in Finsterau in Deutschland und 2019 in Prince George (British Columbia) in Kanada teil. Dabei errang er 3 Goldmedaillen, 5 Silbermedaillen und 4 Bronzemedaillen. Bei den Nordischen Skiweltmeisterschaften der Behinderten 2023 in seiner Heimatstadt Östersund erkämpfte er 2 Gold- und eine Silbermedaille.